# From Me to You (album)
From Me to You – pierwszy pełny album japońskiej wokalistki rockowej Yui. Został wydany 22 lutego 2006 roku. Album często powracał na listę najlepszych albumów Oricon Top 20 za sprawą piątego singla „Good-bye Days” i filmu „Midnight Sun” z udziałem Yui. Album został sprzedany w 190 000 kopiach.

## Lista utworów
1. „Merry Go Round”
2. „Feel My Soul”
3. „Ready to Love”
4. „Swing of Lie”
5. „Life”
6. „Blue Wind”
7. „I Can’t Say”
8. „Simply White”
9. „Just My Way”
10. „Tomorrow’s Way”
11. „I Know”
12. „Tokyo”
13. „Spiral & Escape”